# Guillaume al IV-lea de Nevers
Guillaume al IV-lea (n. cca. 1130 – d. 24 octombrie 1168, Acra) a fost conte de Nevers, de Auxerre și de Tonnerre de la 1161 până la moarte.

## Familia
Guillaume era fiu al contelui Guillaume al III-lea de Nevers cu Ida de Sponheim și frate mai mare al celui care i-a sucedat în comitat, Guy. Bunicii lor pe linie paternă erau Guillaume al II-lea și Adelaida, iar pe linie maternă ducele Engelbert de Carinthia și Uta de Passau.
Un frate mai tânăr era Renaud de Nevers, care s-a raliat participanților la Cruciada a treia și care a murit la asediul Acrei, la 5 august 1191. Sora lor Adelaida s-a căsătorit cu contele Renaud al IV-lea de Joigny. Ermengarda, o altă soră, este menționată doar în documente referitoare la donații către mănăstirea benedictinilor din Molesme.

## Căsătoria
În 1164, Guillaume s-a căsătorit cu Eleonora de Vermandois, care a fost contesă cu drepturi depline în Vermandois între 1183 și 1214. Soția sa era una dintre fiicele contelui Raoul I de Vermandois cu cea de a doua sa soție Petronilla de Aquitania și, prin mama sa, nepoată a Eleonorei de Aquitania.
Soția sa fusese anterior căsătorită cu Godefroi de Hainaut, conte de Ostervant și fiu al contelui Balduin al IV-lea de Hainaut cu Alice de Namur. Eleona se va mai căsători cu Matei de Boulogne, Matei al III-lea de Beaumont-sur-Oise și (posibil) cu Ștefan al II-lea de Blois. Ea nu a avut niciodată copii și moștenitorul desemnat pentru posesiunile ei a fost devenit regele Filip al II-lea al Franței.

## Cariera
Guillaume a fost înnobilat în 1159, cu numai doi ani înainte de moartea tatălui său. Atât el, cât și frații săi erau considerați ca fiind încă prea tineri la acel moment. Fratele său mai mic Guy era menționat ca fiind minor și în 1164. Guillaume a rezidat în castelele de Nevers și de Clamecy (astăzi, în departamentul Nièvre.
Potrivit Catholic Encyclopedia, abația de Vézelay s-a aflat adeseori în conflict cu conții de Nevers. Guillaume al IV-lea a sprijinit forța cu care preotul Léthard i-a silit pe călugării din abație să caute refugiu și să o abandoneze. În 1166, regele Ludovic al VII-lea al Franței a intermediat o reconciliere între Guillaume al IV-lea și Guillaume de Mello, abate de Vézelay. În 6 ianuarie 1167, monarhul a participat la ceremonia de reconciliere. Ca ispăsire a pedepsei pentru presupusele sale nelegiuiri față de Biserică, Guillaume a trebuit să participe la deplasarea către statele cruciate. În 1168, cronicarul Guillaume de Tyr consemnează sosirea contelui de Nevers în Ierusalim. El a murit la puțină vreme după aceea, și a fost înmormântat în Betleem.

## Episcopia de Betleem
Înainte de a muri în 1168, Guillaume apucase să promită episcopului de Betleem ca, în cazul în care orașul sfânt va cădea în mâinile musulmanilor, el îi va primi cu bunvoință pe episcop sau pe succesorii acestuia în Clamecy. După ce Betleem a fost cucerit de către Saladin în 1187, promisiunea de acum decedatului conte a fost onorată, iar episcopul de Betleem  a primit cum se cuvine rezidența în spitalul din Panthenor, în Clamecy, care va rămâne ca o anexă a reședinței in partibus infidelium a episcopatului de Betleem vreme de aproape 600 de ani, până la Revoluția franceză din 1789.